# Dinochloa acutiflora
Dinochloa acutiflora là một loài thực vật có hoa trong họ Hòa thảo. Loài này được (Munro) Soenarko mô tả khoa học đầu tiên năm 1998.